# دگردیسی ناقص

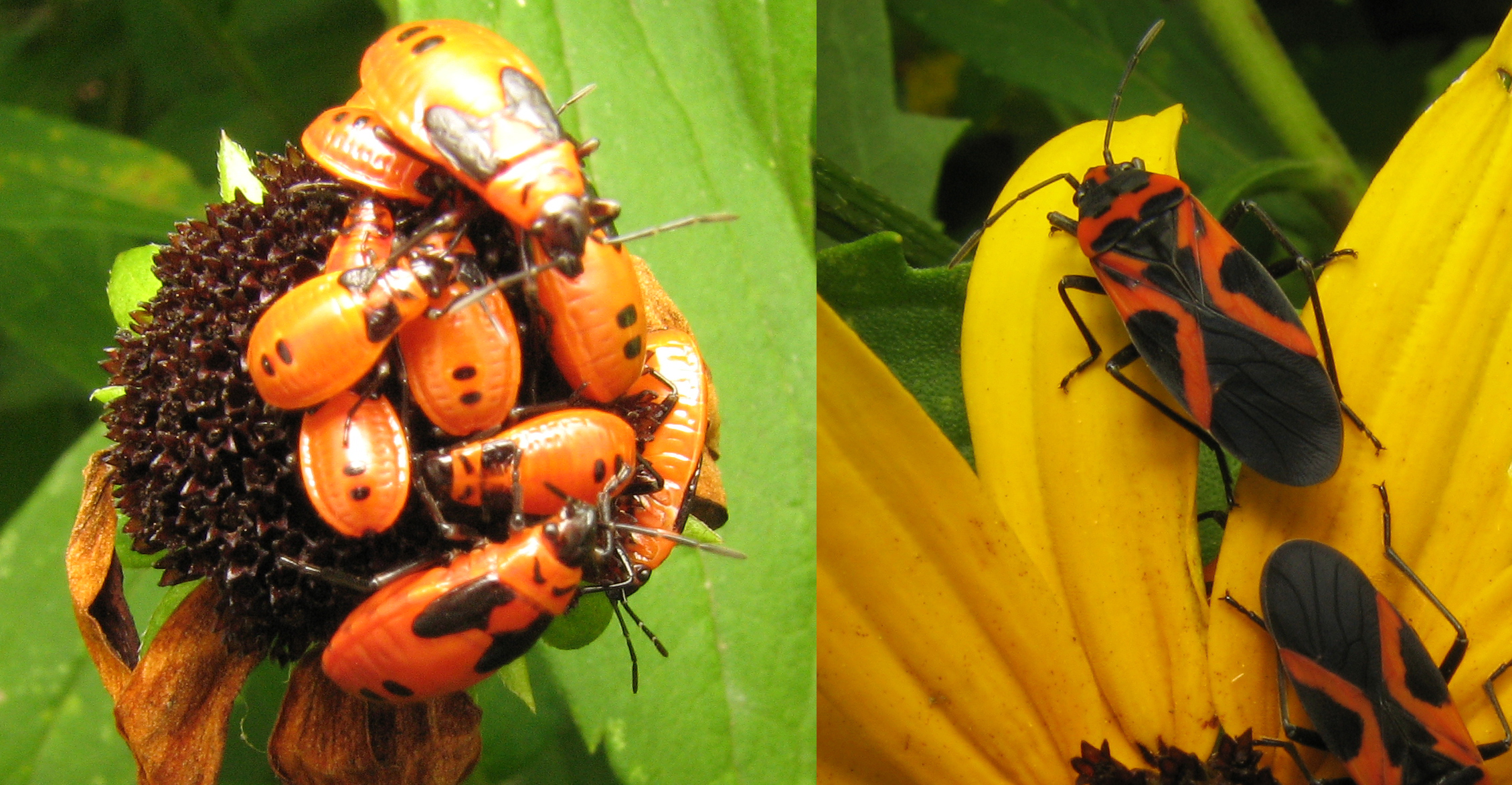
پوره و بالغ Lygaeus turcicus، نیم‌بالان

دِگَردیسی ناقص (انگلیسی: Hemimetabolism) یا دگردیسی (استحاله) تدریجی (paurometabolism) در کنار دگردیسی کامل یکی از دو نوع دگردیسی در حشرات است.
دگردیسی ناقص حالتی از رشد در گروهی از حشرات است که به ترتیب سه مرحله را دربر می‌گیرد: تخم، پوره، شکل بالغ. نوزاد حشرات با دگردیسی ناقص را پوره می‌گویند که از نظر ویژگی‌های ریخت‌شناختی شباهت زیادی به حشره کامل دارد. نوزاد بعضی حشرات نظیر یک‌روزه‌ها و سنجاقک‌سانان (طیاره‌مانندها) اگر چه در سنین اول مجهز به طرح اولیه بال‌ها می‌باشد ولی دارای اختلاف ریخت‌شناختی و زیست‌شناختی چشمگیری با حشرات کامل خود هستند. این نوع پوره‌ها، گاهی «نایاد» نامیده می‌شوند و دگرگونی نیمه‌کامل دارند.
ملخ‌ها، سوسری‌ها، سنجاقک‌ها، شپش‌ها، ساس‌ها و … که جزو حشرات ردیف پایین از نظر تکاملی هستند، پس از هر پوست‌اندازی ابعاد بدن و جوانه بالشان مقداری رشد می‌کند؛ در این حشرات که نوزاد ظاهراً شبیه حشره بالغ است، دگردیسی تدریجی خواهد بود.
حشرات با دگردیسی ناقص یا تدریجی، نوزادان و افراد جوان که پوره نامیده می‌شوند کم و بیش شبیه حشرات کامل می‌باشند و فقط از لحاظ اندازه، طول، تعداد بندهای حشرات شاخک، چشم‌های ساده، شکل و اندازه بال‌ها با آنها متفاوتند. در گونه‌هایی که دارای چشم مرکب می‌باشند این اندام از همان مراحل اولیه رشد در پوره‌ها دیده می‌شود. در گونه‌های بال‌دار بال‌ها ابتدا به صورت جوانه‌هایی در پشت سینه دوم و سوم ظاهر می‌شوند و طی سنین مختلف به تدریج رشد کرده و قبل از بلوغ کامل می‌شوند.

## گروه‌ها
حشرات با دگردیسی ناقص به نوبه خود شامل گروه‌های زیر می‌باشد:
۱ حشرات بی‌دگردیس (Ametabola) این گروه شامل حشرات بدون بال Apterygota می‌باشند و راسته‌های Collembola (پادمان) Protura (بی شاخکان) Diplura (دم چنگالان) و Thysanura(دم ریشکداران) در این دسته قرار دارند.
۲ حشرات دیرین‌دگردیس Paleometabola – در این گروه پوره‌ها دارای خصوصیات ساختمانی ابتدائی هستند و بندهای شکم مجهز به پیوست‌های جانبی می‌باشند. بعلاوه تغییر جلد در مرحله حشره کامل نیز صورت می‌گیرد. ردیف یک روزه‌ها (Ephemeroptera) از این گروه هستند.
۳ حشرات پورومتابولا Paurometabola: در این گروه پوره‌ها و حشرات کامل از لحاظ محیط زندگی و رژیم غذایی تفاوت چندانی ندارند و پوره‌ها بتدریج که رشد می‌کنند به حشرات کامل مشابهت بیشتری پیدا می‌کنند.
۴ حشرات نیمه‌دگردیس Hemimetabola: در این گروه بین محیط زندگی نوزاد و حشرات کامل اختلاف فاحش وجود دارد. پوره‌ها که نایاد (Nayad) نامیده می‌شود آبزی هستند و به وسیله آبشش یا تراشه برانشی تنفس می‌کنند و دارای غلافهای بالی یا Pterotheca می‌باشند، در صورتی که حشرات کامل خشکی زی هستند و با تراشه تنفس می‌کنند. گاهی رژیم غذایی نایادها با حشرات کامل نیز متفاوت است.
۵ حشرات نودگردیس Neometabola: در این گروه نوزادان بلافاصله پس از خروج از سن اول به علت نداشتن Pterotheca، و تفاوت زیادی با حشرات کامل، همانند حشرات Holometabola، لارو نامیده می‌شوند. در این گروه بال در سن آخر و در مرحله‌ای شبیه مرحله شفیرگی حشرات با دگردیسی کامل ظاهر می‌شود. حشرات راسته پاحباب‌داران Thysanoptera و عده‌ای از جوربالان Homoptera جزء این گروه می‌باشند.